# In exitu Israel
In exitu Israel est le nom latin du psaume 113, dans la traduction de la Vulgate.
Il a été mis en musique par de nombreux compositeurs, parmi lesquels Antonio Vivaldi, Josquin Desprez, John Sheppard, William Mundy, William Byrd, Jan Dismas Zelenka, Esprit Antoine Blanchard, Jean-Joseph Cassanéa de Mondonville, François Giroust et Augusta Holmès.